# Meta Quest
Pour les articles homonymes, voir Oculus.

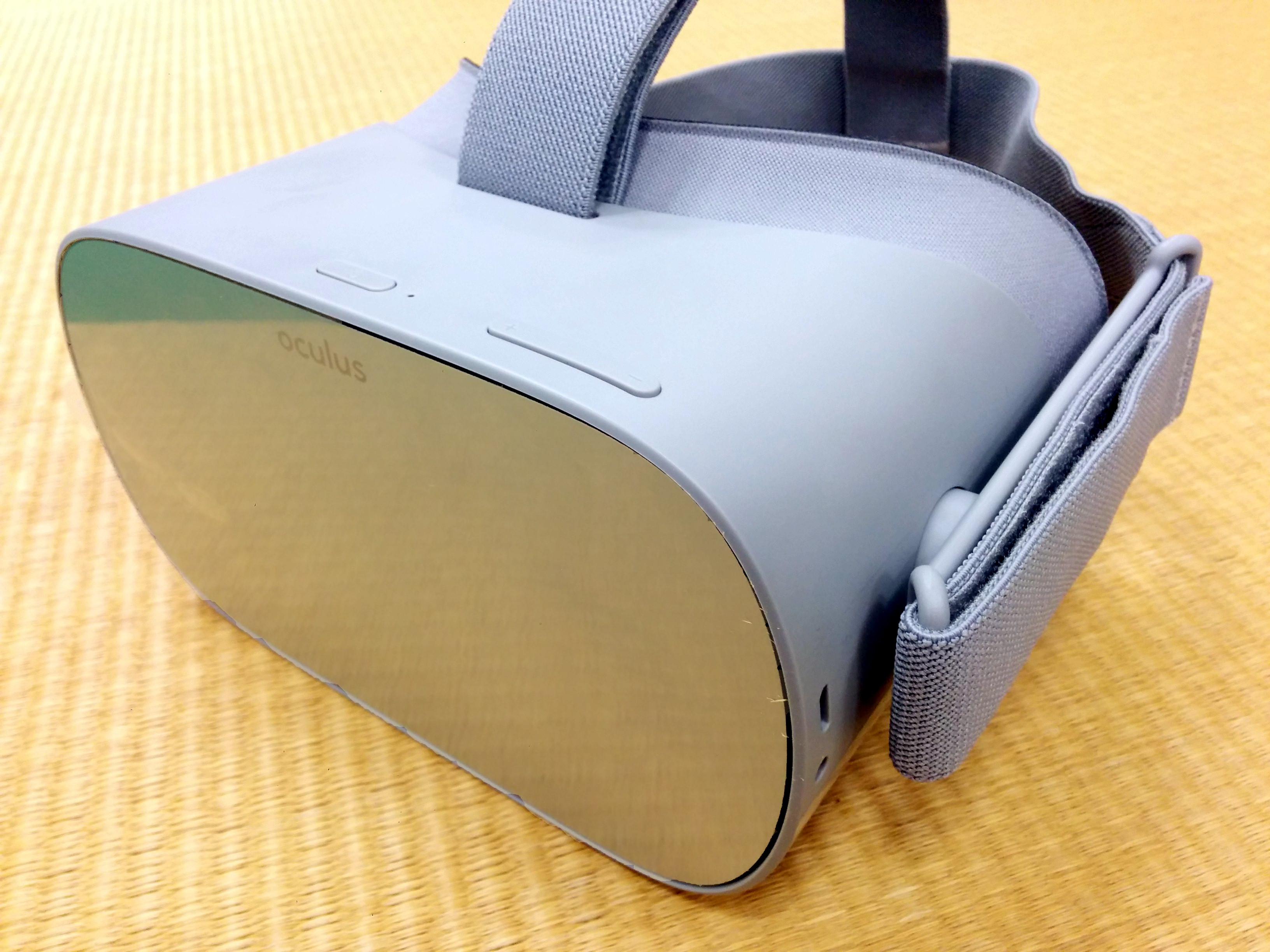
Oculus Go

Meta Quest, anciennement Oculus VR, est une société américaine créée par Palmer Luckey et Brendan Iribe, et filiale de Meta Platforms (ex Facebook). Oculus VR a été rachetée par Facebook en mars 2014 pour 2 milliards de dollars, et a pour secteur d'activité la réalité virtuelle.
L'Oculus Rift et l'Oculus Quest, des casques de réalité virtuelle, ont été mis sur le marché en mars 2016 et mai 2019 respectivement,.

## Histoire
Palmer Luckey, en tant que concepteur de casques de réalité virtuelle de l'Université de Californie du Sud (Institute for Creative Technologies), pense avoir « la plus importante collection au monde de casques de réalité virtuelle » et est un modérateur de longue date du forum de discussions de 3D Meant to be Seen (MTBS). Grâce à des forums MTBS, Palmer développe l'idée de créer un nouveau casque de réalité virtuelle, qui est à la fois plus efficace que ce qui est actuellement sur le marché, et peu coûteux pour les joueurs. Pour développer ce nouveau produit, Luckey fonde Oculus VR avec des membres venant de Scaleform Corporation, Brendan Iribe et Michael Antonov, l'ingénieur Jack McCauley, Nate Mitchell et Andrew Scott Reisse.
Par coïncidence, John Carmack d'id Software a fait ses propres recherches sur les casques de réalité virtuelle et est tombé sur les travaux de Palmer, en tant que membre de MTBS.
Après avoir essayé le premier Oculus Rift, Carmack favorise le prototype de Luckey et juste avant l'E3 2012, id Software annonce que leur prochaine mise à jour de Doom 3, Doom 3 BFG Edition, sera compatible avec les casques de réalité virtuelle. Pendant la convention, Carmack introduit un écran sur lequel est scotché la base de l'Oculus Rift, qui fait fonctionner le logiciel de Carmack. L'appareil combine une centrale inertielle à haute vitesse et un écran LCD de 5,6 pouces (14 cm), visible via deux lentilles qui sont positionnés devant les yeux pour fournir une perspective 3D stéréoscopique de 90 degrés horizontalement et 110 degrés verticalement,. Plus tard, Carmack quitte id Software et est embauché en tant que directeur technique d'Oculus VR.
Mars 2013 marque l'apparition au grand public de son produit, l'Oculus Rift, durant le festival South by Southwest (Austin, Texas).

### Nom
Dans les premières versions du site de la société, Palmer Luckey explique pourquoi il a choisi le nom « Oculus » : 
« Pourquoi le nom "Oculus" ? Parce que c'est le mot latin pour dire "œil", et quelqu'un a utilisé le mot dans une réunion, il y a quelques mois. Je pensais que c'était un bon mot et que ce choix était meilleur que "StepN2theGAME". »

### Création
Après la démonstration du prototype de l'Oculus Rift le 1er août 2012 à l'E3, la société annonce une campagne Kickstarter pour développer davantage le produit. Oculus annonce que la version « Kit Dev » de l'Oculus Rift sera donnée comme récompense aux contributeurs qui ont engagé 300 $ ou plus sur Kickstarter, avec des dates d'expédition prévues pour décembre 2012. Une série limitée de 100 kits de prototypes de l'Oculus Rift non assemblés, sont envoyés aux contributeurs Kickstarter de plus de 275 dollars.
Les deux versions doivent inclure Doom 3 BFG Edition mais comme l'Oculus Rift n'est pas prêt, la société donne des bons de réduction sur Steam ou dans le magasin d'Oculus. Moins de 4 heures après l'annonce, le projet Kickstarter dépasse les 250 000 $,, et en moins de 36 heures le projet atteint 1 000 000 $ et finit avec 2 437 429 $ pour sa campagne Kickstarter.

### Collaborateurs
En décembre 2013, David De Martini rejoint l'équipe Oculus VR. David De Martini est l'ancien senior vice-président d'EA, dont le rôle consistait notamment à gérer le label EA Partners. En d'autres termes, c'est lui qui a attiré des studios comme Crytek (Crysis), Harmonix (Rock Band) ou Respawn (Titanfall) dans l'escarcelle d'EA. Il a aussi géré la création d'Origin ainsi que la supervision du studio EA Redwood Shores, devenu Visceral Games (Dante's Inferno, Dead Space). Son rôle chez Oculus est le même que chez EA : nouer des relations avec des développeurs petits ou grands et imposer l'Oculus dans l’industrie du jeu vidéo.
En décembre 2013, la société Andreessen Horowitz est séduite par une démonstration privée de la nouvelle version de l'Oculus Rift et Marc Andreessen rejoint le conseil d'administration de la société et la finance avec 75 millions de $ (opération de financement de capital risque (Série B)).
Le 28 mars 2014, Michael Abrash rejoint la société en tant que directeur scientifique.

### Rachat
Malgré la seule publication d'un kit de developpement, le 25 mars 2014, Mark Zuckerberg annonce via son profil Facebook, l'achat d'Oculus VR par Facebook pour 2 milliards de $.
L'achat comprend 400 millions de $ en cash  et 23,1 millions de parts de Facebook en actions (évalué à 1,6 milliard de dollars) et l'accord prévoit un montant supplémentaire de 300 millions $ en espèces et en actions, sous réserve qu'Oculus atteigne certains jalons technologiques à court terme.

### Critique de ce rachat
Une partie de la communauté des contributeurs au projet Kickstarter s'est sentie lésée. Cela provoque des réactions comme celle de Markus Persson, qui déclare : « Je n'ai pas mis 10 000 dollars lors d'un premier tour de table pour créer de la valeur en faveur de Facebook ». Les arguments des critiques se centrent sur le sentiment d'avoir été trahi, sur la détérioration de l'image d'Oculus, sur la volonté de Facebook de faire « une course à la branchitude », sur la peur que ce rachat soit une porte pour un intérêt commercial. 
Face à ces critiques, Palmer Luckey se justifie en rappelant qu’Oculus n’est déjà plus indépendant depuis sa dernière levée de fonds. Plus tard, Oculus justifie ce rachat par les perspectives qu'il offre : « Facebook est donc une étape logique, qui a fourni le capital et l’infrastructure nécessaire pour fabriquer le dispositif et le vendre à un prix abordable. »,.
De plus, malgré la promesse faite par Palmer Luckey au cours de cette période d'acquisition, la crainte de devoir disposer d'un compte Facebook pour utiliser les produits Oculus devient une réalité six ans plus tard, en octobre 2020, pour les nouveaux comptes créés (les anciens ayant un délai supplémentaire, jusqu'au 1er janvier 2023), soulevant une vague de protestation sur Twitter.

### Siège social
Dans un premier temps, le siège social est à Irvine en Californie, et à la suite du rachat par Facebook, il déménage à Menlo Park en Californie pour se rapprocher des bureaux de la société mère Facebook et de la Silicon Valley. Le bureau à Irvine a toutefois été conservé.

## Stratégie commerciale

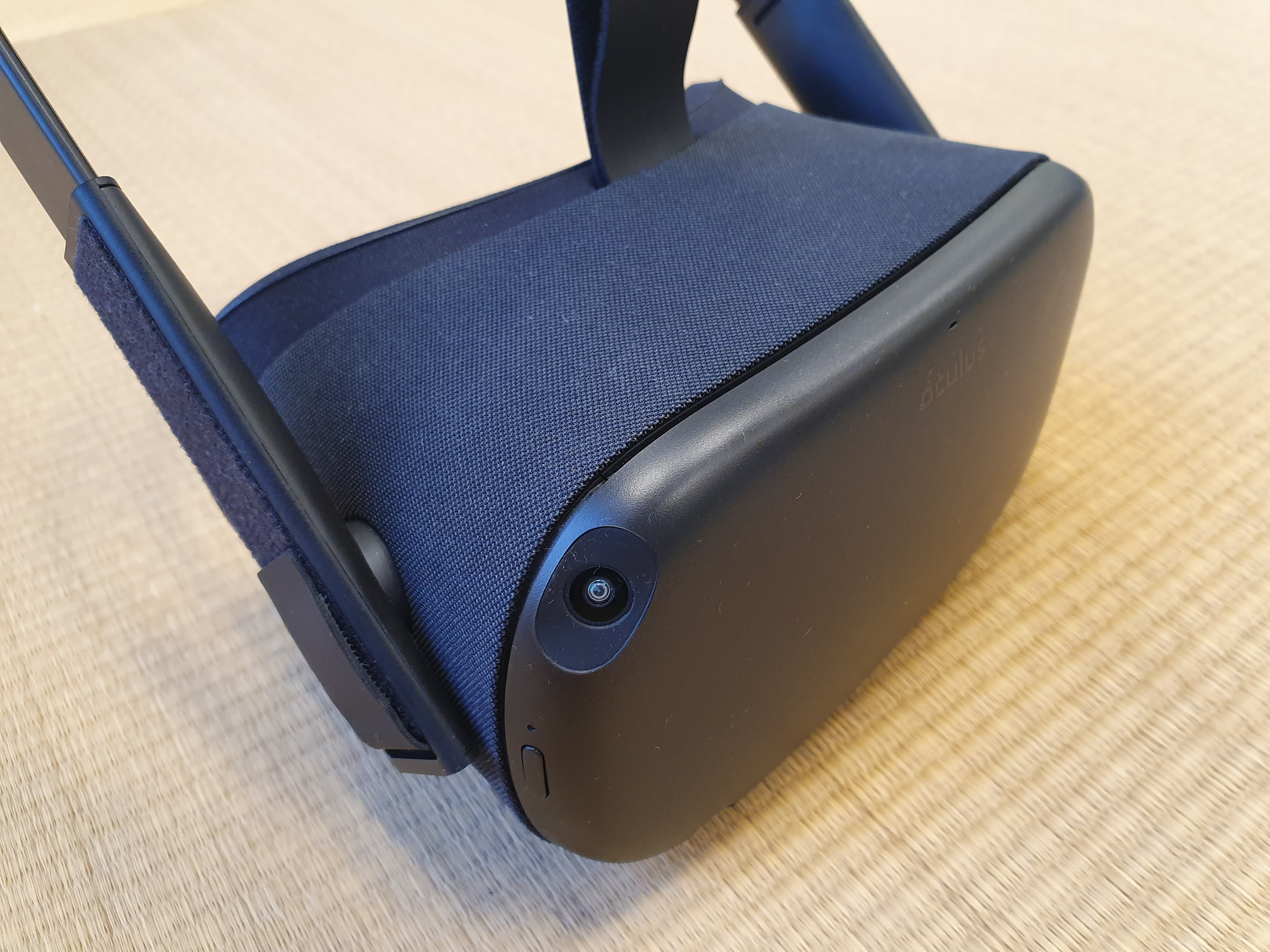
Oculus Quest

Palmer Luckey pense qu'à court terme, ses produits n'atteindront que les joueurs ou les enthousiastes. Il pense que le grand public pourra être touché que si ses périphériques devenaient moins chers, plus confortables, et disposaient de plus de contenu,.
L'entreprise se concentrera d'abord sur la distribution à grande échelle et ensuite sur la création d'un réseau où les gens communiquent et achètent des biens virtuels.
La vision à long terme s'exprime aussi par Mark Zuckerberg, qui lors du rachat a déclaré : « Oculus a la possibilité de créer la plate-forme la plus sociale de l'histoire et de changer la manière dont nous travaillons, jouons et communiquons, dans le futur, les réseaux sociaux ne serviront plus seulement à partager des moments, mais de véritables expériences » et que Facebook compte « monétiser la plate-forme, et rentabiliser ce rachat » mais ne veut pas gagner d'argent avec la vente du casque.

### Intéressement à la reconnaissance des mains

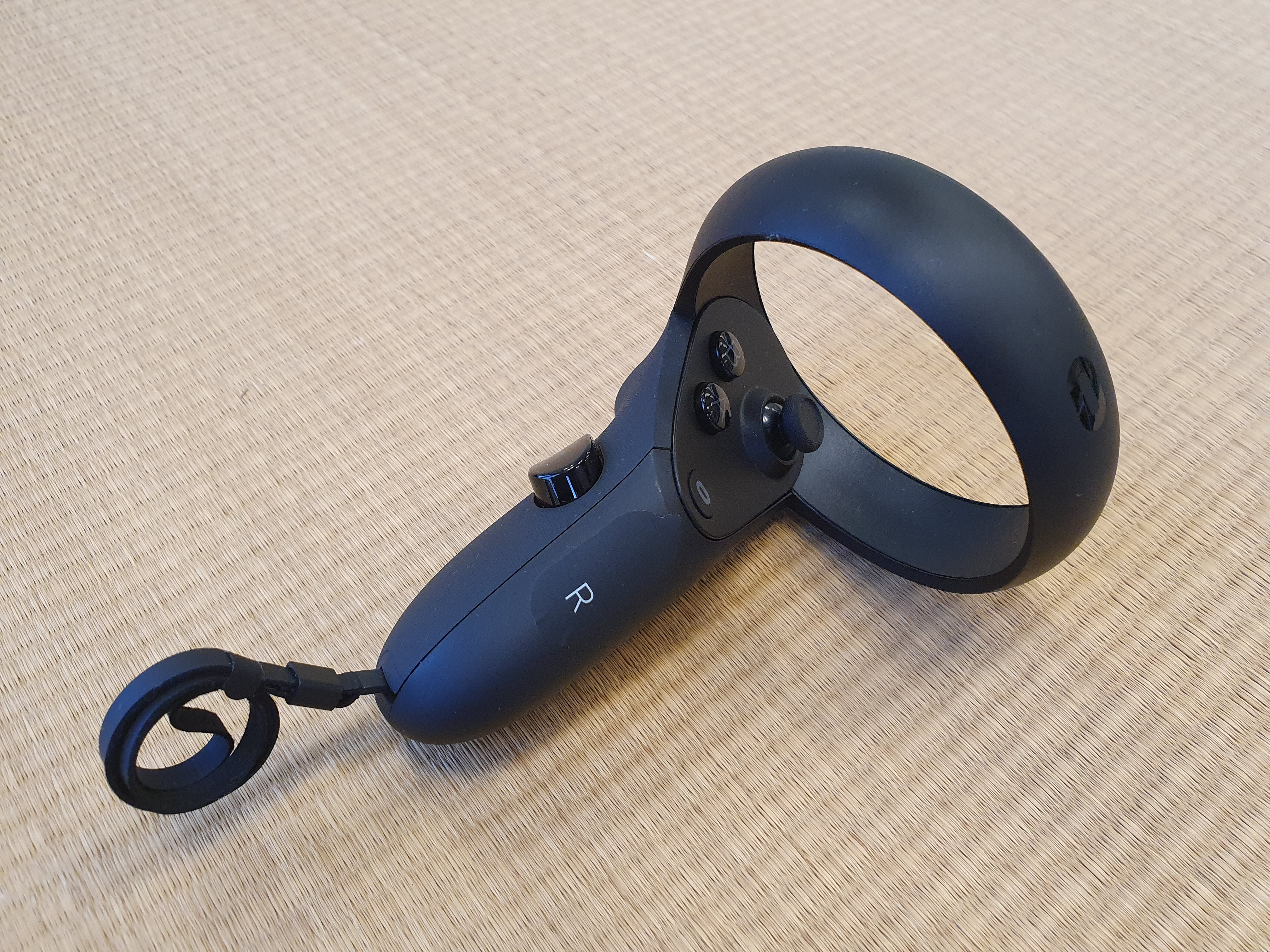
Manette droite Oculus Touch

Oculus investit pour la reconnaissance des mains en réalité virtuelle, avec le rachat des startups Nimble VR, Visual SLAM, Pebbles Interfaces et Carbon Design Group (entreprise de conception industriels de produits, comme la manette d'Xbox One), avec l'apport en capitaux de Facebook.
Oculus a présenté, lors de sa conférence à l'E3 2015, un nouveau périphérique, l'Oculus Touch, qui sont deux manettes séparées possédant des boutons, un stick et des capteurs dessus.

### Partenariat avec Microsoft
Le 12 juin 2015, Oculus VR annonce la compatibilité de l'Oculus Rift avec Windows 10 et avec les jeux de la Xbox One (en projetant le jeu sur un écran, dans un environnement 3D),, ainsi que la livraison de l'Oculus Rift avec une manette Microsoft.

### Partenariat Avec Samsung
À partir de 2014, Oculus VR a participé à l'élaboration du Samsung Gear VR,, après avoir accumulé de l'expérience avec le travail sur leur propre casque de réalité virtuelle l'Oculus Rift (DK1).
Au cours de l'année 2014 à 2015, deux versions du Gear VR ont été développées, ses versions ont été données ou vendues pour permettre aux amateurs et aux futurs développeurs de pouvoir étudier, et rechercher des façons d'exploiter cette nouvelle technologie, avec ce matériel. Ces deux versions permettaient aux développeurs d'utiliser des Galaxy Note 4, Galaxy S6 et Galaxy S6 Edge.
La version finale (version consommateur) du Gear VR est sortie le 20 novembre 2015.

## Événement

### Identité Visuelle (Logo)

Logo d'Oculus VR de 2012 jusqu'au 10 juin 2015.
Logo d'Oculus VR depuis le 10 juin 2015.
Logo de Meta Quest depuis le 28 octobre 2021.

## Oculus Rift
L'Oculus Rift est un dispositif de réalité virtuelle. Les logiciels devront être adaptés pour l'utilisation à l'Oculus Rift. Le 26 septembre 2012 marque le lancement des pré-commandes du 1er kit de développement (DK1) d'Oculus Rift pour un prix de 300 $, sur leur site internet. Ses kits se sont vendus à 4-5 unités par minute le premier jour, puis ce chiffre a baissé au fil de la semaine. En mars 2014 à la GDC, Oculus a annoncé le 2e Kit de Developpement (DK2) qui a commencé à être expédié en juillet 2014.

### Conflit avec ZeniMax Media
Le 21 mai 2014, ZeniMax Media, société possédant id Software (entreprise où travaillait John Carmack) porte plainte contre Oculus VR, avec 7 chefs d'accusations (appropriation illicite de secrets commerciaux, violation de copyright, rupture de contrat, concurrence déloyale, contrefaçon (violation de marque déposée), fausse indication de provenance (tromperie sur l'origine d'un produit) et enrichissement sans cause),, qui accuse principalement John Carmack d'avoir apporté les recherches et des technologies appartenant à ZeniMax Media, à l'équipe d'Oculus VR, pendant la période où il était encore avec id Software. ZeniMax Media a déclaré dans le Wall Street Journal : « Ce n'est que grâce aux efforts concertés de M. Carmack, utilisant des technologies développées depuis plusieurs années, chez id Software et détenues par ZeniMax, que M. Luckey a été capable de transformer un rêve imaginé dans son garage en réalité fonctionnelle. ».)
Le 25 juin 2014, Oculus se défend officiellement en argumentant que ZeniMax Media « prétend à tort la propriété de la technologie VR Oculus dans une tentative officielle pour profiter de la vente Oculus VR à Facebook », 
(« ZeniMax n'engage pas des poursuites pour le respect de ses technologies ou licences dans la mesure où ZeniMax n'a jamais contribué dans les technologies ou licences d'Oculus, mais réagit par l'intermédiaire de ses avocats seulement à la suite de l'accord financier conclu avec Facebook »),.

## Oculus Quest
Lancé en mai 2019, l'Oculus Quest est un casque de réalité virtuelle entièrement autonome et sans fil. L'Oculus Quest est disponible en deux versions : 64 Go ou 128 Go. En décembre 2019, une fonctionnalité hand tracking (suivi des mains) voit le jour qui permet à l'utilisateur d'utiliser ses mains à la place des contrôleurs. La fonctionnalité Oculus Link permet de relier l'Oculus Quest à un PC afin de bénéficier des jeux de l'Oculus Rift ou Steam VR. L'Oculus Quest s'est vendu à plus de 700 000 exemplaires en 2019.
En octobre 2020, Oculus Quest 2 est lancé avec une meilleure résolution d'écran, moins cher, plus léger, et avec un processeur plus puissant.